# Invictus Games
De Invictus Games (Latijn voor onoverwonnen) vormen een internationaal multisportevenement voor militairen en veteranen, die psychisch of lichamelijk gewond zijn geraakt tijdens hun diensttijd in het leger. De initiatiefnemer van het sportevenement is de Britse prins Harry. Hij liet zich inspireren door de Warrior Games, een vergelijkbaar evenement dat gehouden wordt in de Verenigde Staten.

## Geschiedenis

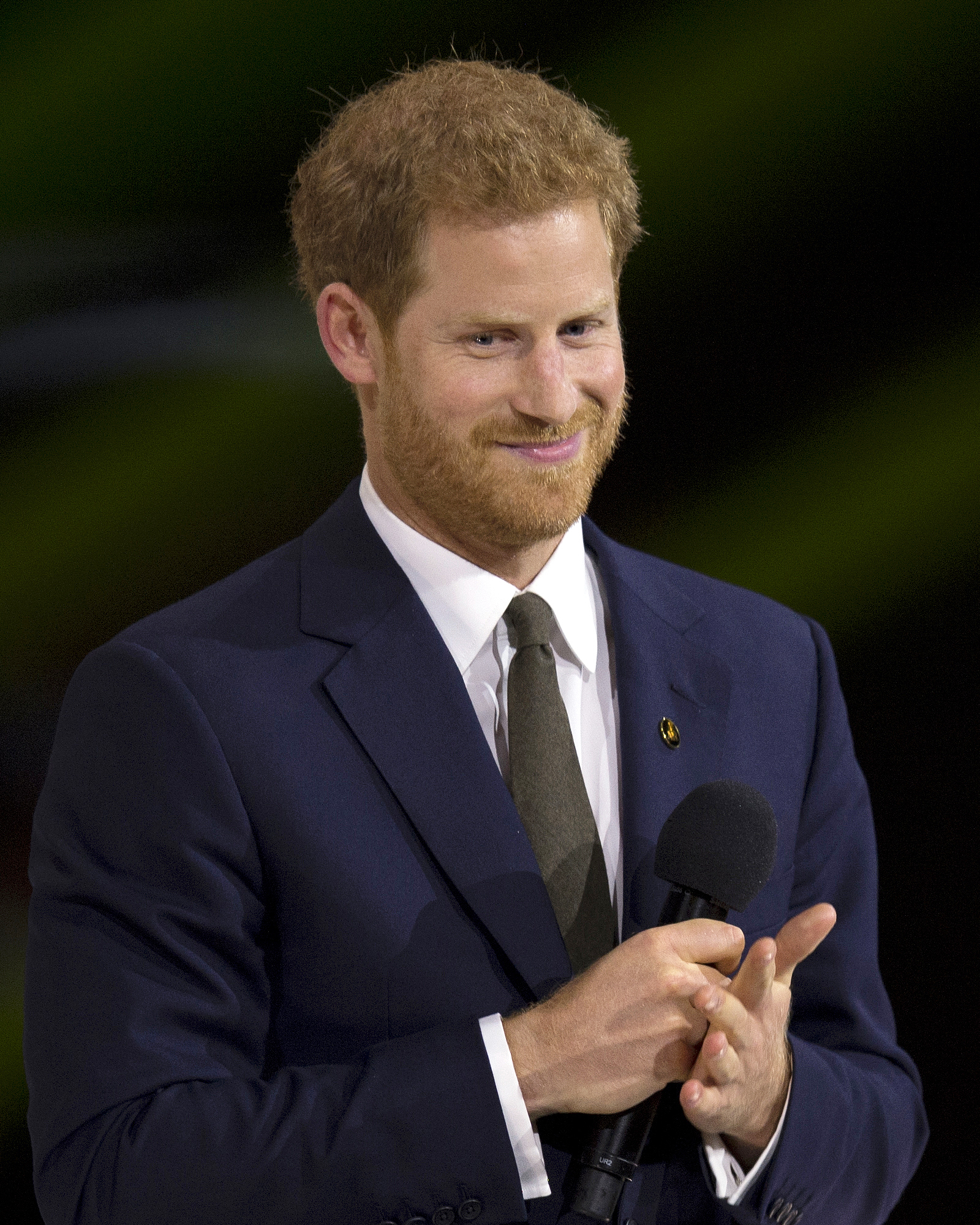
Prins Harry bij de openingsceremonie in 2017

De eerste editie van de Invictus Games werden gehouden in maart 2014 in het Queen Elizabeth Olympic Park in de Britse hoofdstad Londen. De Invictus Games van 2016 werden gehouden in Orlando in de Verenigde Staten. De editie van 2017 werd gehouden in september in Toronto, Canada, die van 2018 in oktober in Sydney, Australië. De editie van 2020 die in Den Haag zou plaatsvinden werd uitgesteld naar 2022 vanwege de COVID-19-pandemie. In 2023 was het de beurt aan het Duitse Düsseldorf. In februari 2025 waren de Canadese steden Vancouver en Whistler gastheer en stonden voor het eerst ook wintersporten op het programma. De editie van 2027 vindt plaats in het Britse Birmingham.

## Edities
| Jaar | Locatie                         | Periode         | Aantal landen |
| ---- | ------------------------------- | --------------- | ------------- |
| 2014 | Londen, Verenigd Koninkrijk     | 10-14 september | 14            |
| 2016 | Orlando, Verenigde Staten       | 8-12 mei        | 15            |
| 2017 | Toronto, Canada                 | 23-30 september | 17            |
| 2018 | Sydney, Australië               | 20-27 oktober   | 18            |
| 2022 | Den Haag, Nederland             | 16-22 april     | 17            |
| 2023 | Düsseldorf, Duitsland           | 9-16 september  | 21            |
| 2025 | Vancouver en Whistler, Canada   | 6-17 februari   | 23            |
| 2027 | Birmingham, Verenigd Koninkrijk |                 |               |

## Onderdelen
In 2025 stonden de volgende sporten op het programma:

## Deelnemende landen
In 2025 namen 23 landen deel, een record. In het verleden namen ook Irak en Jordanië deel.